# بول ساربانس
بول ساربانس (بالإنجليزية: Paul Sarbanes)‏ (1933 - 2020) هو سياسي، ومحامي من الولايات المتحدة الأمريكية . ولد في سالزبوري . تولى منصب عضو مجلس الشيوخ الأمريكي .
وهو عضو في الحزب الديمقراطي الأمريكي .

## التعليم
تعلم في جامعة برنستون، وكلية هارفارد للحقوق.